# 第三代兰斯当侯爵亨利·佩蒂-菲茨莫里斯
第三代兰斯当侯爵亨利·佩蒂-菲茨莫里斯，KG，PC，FRS（1780年7月2日—1863年1月31日），英国辉格党政治家、贵族，他于1784年至1809年期间被称为亨利·佩蒂勋爵。兰斯当侯爵在长达半个世纪的政治生涯中，曾历任内政大臣和财政大臣，并三度担任枢密院议长。

## 外部链接

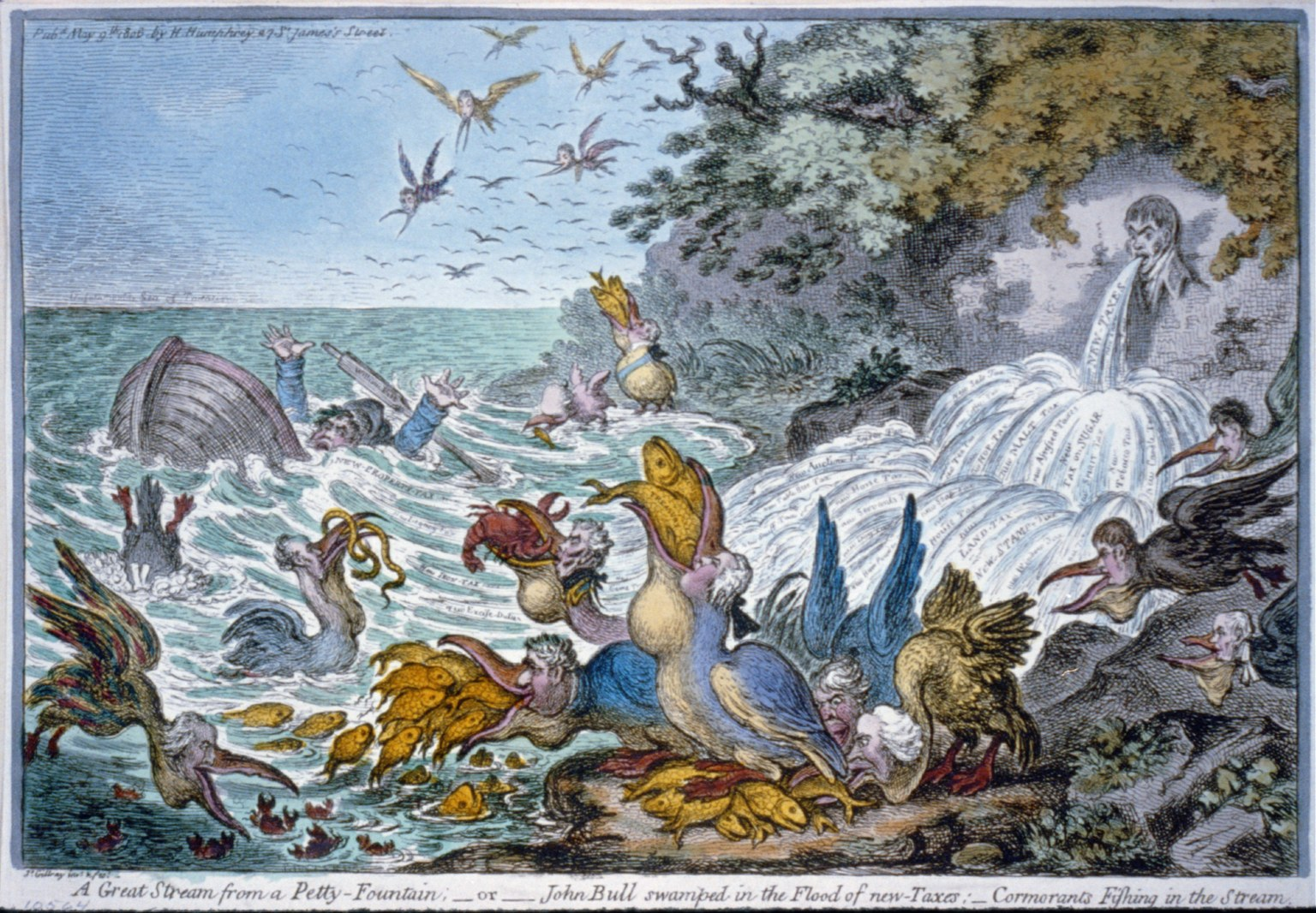
詹姆斯·吉尔雷所创作的讽刺新任财政大臣兰斯当侯爵的漫画